# Ralph J. Gleason
Ralph Joseph Gleason (* 1. März 1917 in New York City, New York; † 3. Juni 1975 in Berkeley, Kalifornien) war ein US-amerikanischer Jazz- und Rock-Journalist und -kritiker.

## Leben und Wirken
Gleason studierte in seiner Heimatstadt New York an der Columbia University. 1938 brachte er nach Abschluss der Universität eine der ersten Jazz-Zeitschriften Jazz Information heraus (damals noch als Dixieland und New-Orleans-Jazz-Fan). Ende der 1940er Jahre ging er nach San Francisco, wo er ab 1950 regelmäßig über Jazz und Popmusik berichtete. Er gilt in den USA als erster Kritiker einer großen Zeitung, der auf diesem Gebiet mit der gleichen Aufmerksamkeit berichtete wie seine Kollegen über Klassische Musik. Er erkannte als einer der ersten Journalisten die Bedeutung von Bob Dylan, Miles Davis und die des Komikers Lenny Bruce und popularisierte diese, wie er auch allgemein ein wichtiger Beobachter des Aufblühens des kulturellen Lebens der Stadt ab Mitte der 1950er-Jahre („San Francisco Renaissance“ mit Höhepunkt in den 1960er Jahren mit Schlagworten wie „Flower Power“ oder „Hippie“-Kultur) war. In den 1960er Jahren war er ein in der Szene sehr angesehener Journalist, der auch „heimische“ Rockgruppen wie Jefferson Airplane und Grateful Dead unterstützte (und nach Meinung einiger Kritiker zu wenig die Szene in Los Angeles).
1967 gründete er mit Jann Wenner das vierzehntäglich erscheinende Rolling Stone Magazin (in dessen Impressum er noch immer erwähnt wird, ebenso wie Hunter S. Thompson), für das er auch bis zu seinem Tod schrieb. Außerdem schrieb er regelmäßige wöchentliche Kolumnen über Jazz und Popmusik in der New York Post und anderen Zeitschriften. Zwölf Jahre (1948–1961) war er Ko-Herausgeber und Kritiker für Down Beat. Seine Artikel erschienen außerdem in der New York Times, The Guardian, der Times, dem New Statesman, Evergreen Review, American Scholar, Saturday Review, der New York Herald Tribune, der Los Angeles Times, der Chicago Sun Times, dem Sydney Herald, Playboy, Esquire, Variety und Stereo Review (1958–1973). 1958 bis 1960 gab er eine vierteljährliche Zeitschrift Jazz heraus.
Für den TV-Sender „National Educational Television“ (heute PBS) produzierte und schrieb er 1961 bis 1968 Jazz Casual, eine Serie von 31 Programmen über Jazz und Blues, darunter Porträts (mit Gesprächen) über B.B. King, Dizzy Gillespie, John Coltrane, Dave Brubeck, das Modern Jazz Quartet, Jimmy Witherspoon und Sonny Rollins. Sein zweistündiges Duke Ellington Porträt wurde zweimal für den Emmy nominiert. Weiter drehte er eine vierteilige Serie über das Monterey Jazz Festival, Anatomy of a Hit (wahrscheinlich die erste TV-Dokumentation über Popmusik), sowie zwei Dokumentarfilme über die Rockmusik in San Francisco, Go Ride the Music und A Night At The Family Dog.
Mit Jimmy Lyons gründete er 1958 das Monterey Jazz Festival. 1970 bis 1975 war er Vizepräsident bei Fantasy Records. Er schrieb auch zahlreiche Liner Notes für Jazz-Alben.
Ein Titel des Red Garland Quartetts (auf Red’s Blues 1998, zuerst 1958 bei Prestige) heißt ihm zu Ehren Ralph J. Gleason Blues.

## Werke
- Jam Session. New York, G.P.Putnam’s Sons, 1958 (Aufsatzsammlung)
- The San Francisco Scene. 1968 (über Rockmusik)
- mit Ira Gitler, Studs Terkel: Celebrating The Duke, & Louis, Bessie, Billie, Bird, Carmen, Miles, Dizzy & Other Heroes. 1975
- Celebrating the Duke… And other Heroes. Little Brown and Co., Boston 1975 (Duke Ellington)